# Philadelphus purpurascens
Philadelphus purpurascens là một loài thực vật có hoa trong họ Tú cầu. Loài này được (Koehne) Rehder miêu tả khoa học đầu tiên năm 1916.